# Gorodisxi (Vladímir)
|  | Per a altres significats, vegeu «Gorodisxi». |

Gorodisxi (en rus: Городищи) és un poble de l'óblast de Vladímir, a Rússia, segons el cens del 2010 tenia 18 habitants. Pertany al districte municipal de Mélenki.